# Gare de Vauzelles
Gare de Vauzelles vasútállomás Franciaországban, Varennes-Vauzelles településen.

## Vasútvonalak
Az állomást az alábbi vasútvonalak érintik:
- Moret–Lyon-vasútvonal

## Kapcsolódó állomások
A vasútállomáshoz az alábbi állomások vannak a legközelebb:
- Gare de Fourchambault (Gare de Moret - Veneux-les-Sablons)
- Gare de Nevers (Lyon-Perrache pályaudvar)